# Oude Stad (Praag)

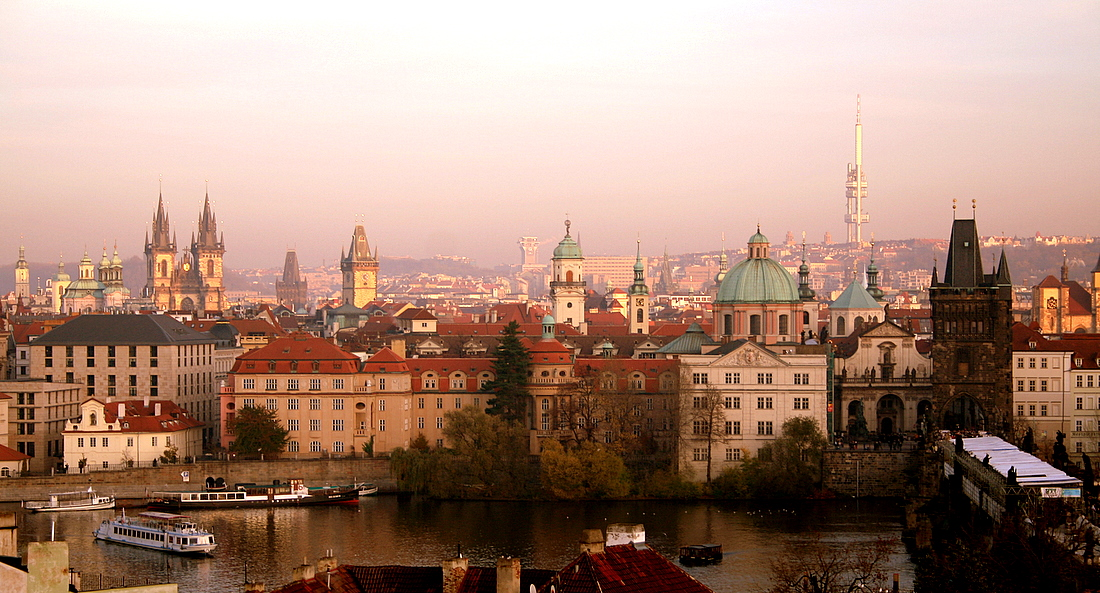
Zicht op de Oude Stad

De Oude Stad (Tsjechisch: Staré Město) is een wijk in Praag en het oudste gedeelte van de Tsjechische hoofdstad. De meeste bekende bezienswaardigheden van Praag liggen in de Oude Stad, waaronder het Oudestadsplein (Staroměstské náměstí) en het astronomisch uurwerk van Praag (Pražský orloj). Door middel van de Karelsbrug is de Oude Stad verbonden met Malá Strana.

## Geschiedenis
In de 11e en 12e eeuw werden er tussen de Praagse burcht en het kasteel Vyšehrad, langs de Moldau, een aantal nederzettingen gesticht door Duitse en joodse koopmannen en Boheemse ambachtslieden. De grootste van deze dorpjes kreeg van Wenceslaus I rond het jaar 1230 stadsrechten. Dit stadje werd de residentie van de Boheemse heersers. In de volgende eeuwen werd de Oude Stad flink uitgebreid en werd er een groot aantal kerken gebouwd. In het jaar 1342 werd de Judithbrug, de stenen brug over de Moldau, vernietigd door hoogwater. Onder koning Karel van Bohemen werd in 1357 begonnen aan de bouw van een nieuwe stenen brug over de Moldau. Dit is de huidige Karelsbrug.
Langzamerhand heeft de Oude Stad zich ontwikkeld tot het centrum van een veel grotere stad. In 1784 werden de Kleine Zijde (Malá Strana), de Nieuwe Stad en Hradčany samengevoegd met de Oude Stad. Later werden nog meer gemeenten aan de stad toegevoegd en zo groeide de Oude Stad uit tot het huidige Praag.

## Kerken
In de Oude Stad bevindt zich een zeer groot aantal kerken. De bekendste daarvan is de Týnkerk (Týnský chrám). Andere kerken in de Oude Stad zijn onder andere de Sint-Bartolomeüskerk, de Heilige Geestkerk, de Sint-Simon en Judaskerk (Praag) en de Sint-Nicolaaskerk. Ook de Bethlehemkapel is een bezienswaardigheid in de Oude Stad.